# U-264
| U-264                      | U-264                                                          | U-264                                                          |
| -------------------------- | -------------------------------------------------------------- | -------------------------------------------------------------- |
|                            |                                                                |                                                                |
|                            |                                                                |                                                                |
|                            |                                                                |                                                                |
| Під прапором               | Третій Рейх                                                    | Третій Рейх                                                    |
| Спуск на воду              | 2 квітня 1942 року                                             | 2 квітня 1942 року                                             |
| Виведений зі складу флоту  | 19 лютого 1944 року                                            | 19 лютого 1944 року                                            |
| Сучасний статус            | затоплений                                                     | затоплений                                                     |
| Проєкт                     |                                                                |                                                                |
| Тип ПЧ                     | Торпедний ДПЧ                                                  | Торпедний ДПЧ                                                  |
| Основні характеристики     |                                                                |                                                                |
| Швидкість (надводна)       | 17,7 вузла                                                     | 17,7 вузла                                                     |
| Швидкість (підводна)       | 7,6 вузла                                                      | 7,6 вузла                                                      |
| Робоча глибина занурення   | 100 м                                                          | 100 м                                                          |
| Гранична глибина занурення | 220 м                                                          | 220 м                                                          |
| Екіпаж                     | 44 осіб                                                        | 44 осіб                                                        |
| Розміри                    |                                                                |                                                                |
| Довжина найбільша (по КВЛ) | 67,1 м                                                         | 67,1 м                                                         |
| Ширина корпусу найб.       | 6,2 м                                                          | 6,2 м                                                          |
| Висота                     | 9,6 м                                                          | 9,6 м                                                          |
| Середня осадка (по КВЛ)    | 4,70 м                                                         | 4,70 м                                                         |
| Водотоннажність надводна   | 769 т                                                          | 769 т                                                          |
| Озброєння                  |                                                                |                                                                |
| Артилерія                  | одна палубна гармата калібру 88-мм, одна 20-мм зенітна гармата | одна палубна гармата калібру 88-мм, одна 20-мм зенітна гармата |
| Торпедно- мінне озброєння  | 4 носових і один кормовий ТА. 14 торпед або 26 мін             | 4 носових і один кормовий ТА. 14 торпед або 26 мін             |

U-264 — німецький підводний човен типу VIIC, часів Другої світової війни.
Замовлення на будівництво човна було віддане 15 серпня 1940 року. Човен був закладений на верфі суднобудівної компанії «Bremer Vulkan-Vegesacker Werft» у місті Бремен-Вегесак 21 червня 1941 року під заводським номером 29, спущений на воду 2 квітня 1942 року, 22 травня 1942 року увійшов до складу 8-ї флотилії. Також під час служби входив до складу 6-ї флотилії. Єдиним командиром човна був капітан-лейтенант Гартвіг Локс.
Човен зробив 5 бойових походів, у яких потопив 3 судна (загальна водотоннажність 16 843 брт).
Потоплений 19 лютого 1944 року у Північній Атлантиці південно-західніше Ірландії (48°31′ пн. ш. 22°05′ зх. д. / 48.517° пн. ш. 22.083° зх. д.) глибинними бомбами британських шлюпів «Вудпекер» та «Старлінг». Усі 52 члени екіпажу врятовані.

## Потоплені та пошкоджені кораблі[3]
| Назва        | Тип            | Належність      | Дата              | Тоннаж (БРТ) | Вантаж                   | Статус    | Місце                                                       |
| Mount Looks  | Вантажне судно | Греція          | 17 листопада 1942 | 6 696        | Баласт                   | потоплено | 54°30′ пн. ш. 37°30′ зх. д. / 54.500° пн. ш. 37.500° зх. д. |
| West Maximus | Вантажне судно | США             | 5 травня 1943     | 5 561        | Пісок у якості баласту   | потоплено | 55°10′ пн. ш. 43°00′ зх. д. / 55.167° пн. ш. 43.000° зх. д. |
| Harperley    | Вантажне судно | Велика Британія | 5 травня 1943     | 4 586        | 6 005 т вугілля та пошти | потоплено | 55°00′ пн. ш. 42°58′ зх. д. / 55.000° пн. ш. 42.967° зх. д. |